# Kischke (Lebensmittel)

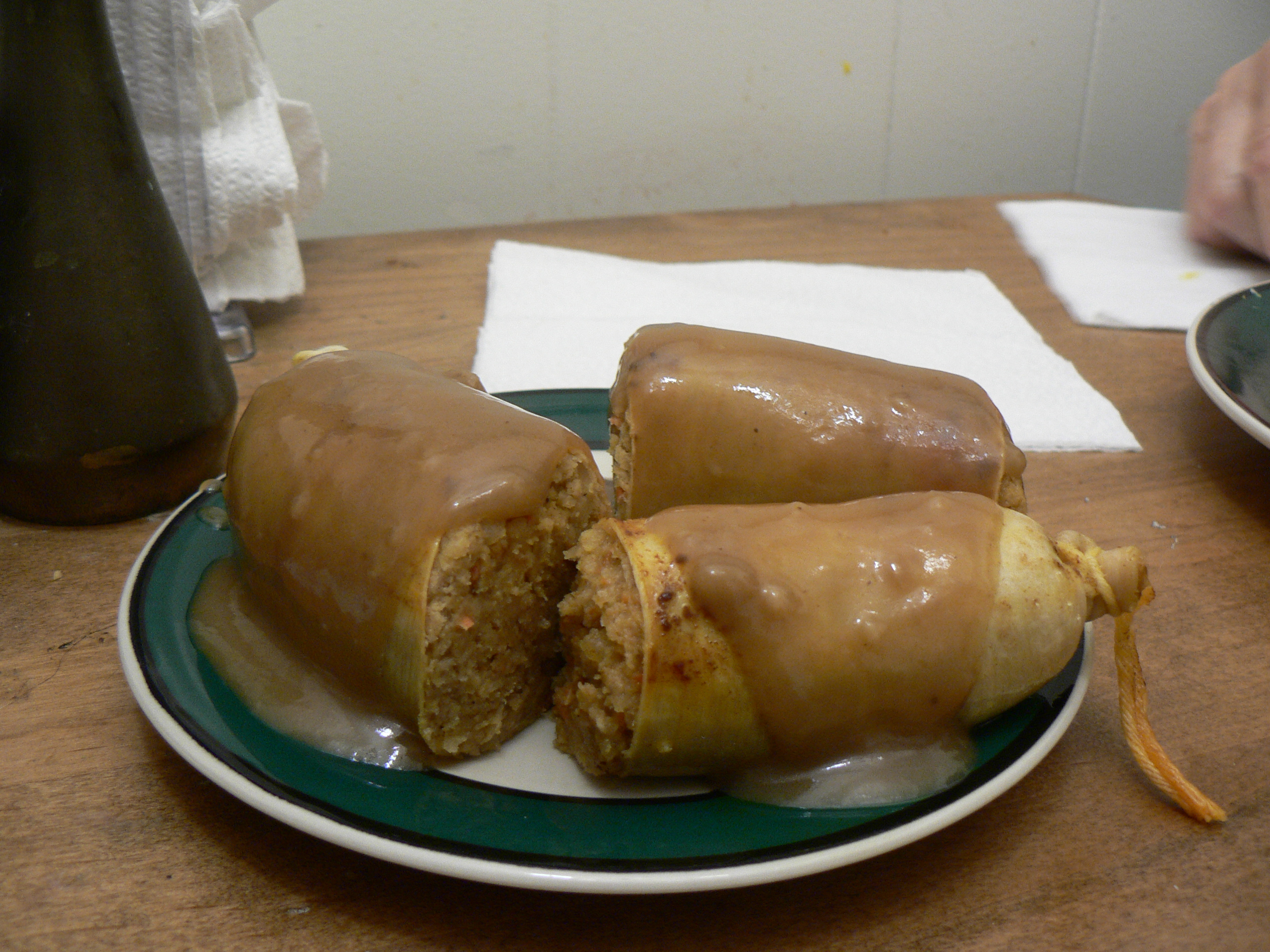
Kischke mit Matza und ausgelassenem Fett

Kischke (nur Singular, auch Kischka) ist eine Wurstware der aschkenasischen Küche mit osteuropäischem Ursprung.

## Charakteristik
Wie viele heute klassisch-jüdische Speisen wurde auch Kischke von lokalen nichtjüdischen Kochrezepten abgewandelt – in diesem Fall von der slawischen Blutwurst, die von den Polen Kiszka und von den Ukrainern Kyschka genannt wird. Die osteuropäischen Juden ersetzten das unkoschere Blut durch Fett, den Schweinedarm durch Rindsdarm, die Gerste bzw. Buchweizen durch Matzen-Mehl und fügten die in der jüdischen Küche allgegenwärtige Zwiebel und manchmal Knoblauch hinzu. Traditionell im Rinderdarm oder -magen, wird heute die meist fleischlose Masse der Kischke, die nahezu identisch mit White Pudding ist, oft in Kunstdarm gefüllt. In der sephardischen Variante finden sich auch Nüsse, Trockenfrüchte, Fleisch und Gemüse.
Kischka wird gebraten oder seltener gekocht. Der besondere Geschmack der Kischke entsteht durch das Kochen über einen längeren Zeitraum in einem anderen Gericht. Man köchelt es zum Schabbat stundenlang in einem Zimmes oder zum Mittagessen über Nacht in einem Tscholent (Schabbat-Eintopf) und lässt es dabei den Geschmack aus der Kochflüssigkeit aufnehmen. Für zusätzlichen Geschmack und Geschmeidigkeit sorgen Hühner- oder Gänseschmalz und das vorherrschende (und oft einzige) aschkenasische Gewürz, die Zwiebel. Manche Köche fügen Knoblauch für zusätzlichen Geschmack und Paprika für Farbe hinzu, ansonsten ist die Füllung grau.

## Wortgeschichte
In Wörterbüchern und Kochbüchern heißt es, dass das Wort Kischke „Darm“ bedeutet, was zu der weitverbreiteten Fehlannahme geführt hat, dass das Gericht seinen Namen vom unteren Teil des Verdauungskanals erhielt. Allerdings ist das Gericht eigentlich nach der Füllung benannt, nicht nach dem Körperteil. Der slawische Begriff wurde vom persischen Kaschk übernommen, während das ursprüngliche jiddische Wort für Eingeweide gederem (=Gedärm) vom mittelhochdeutschen darm (Eingeweide) abgeleitet wurde. Das arabische Wort kishk, von dem Kishke abstammt, bedeutet etwa „Eintopf geschmackvoller machen“, und so wird es auch verwendet.
Kischke wird häufig auch als „gefillte Derma“ (= gefüllte Därme) bezeichnet. Im Deutschen wie im Jiddischen bezeichnet Darm bzw. Derma sowohl einen Teil der Eingeweide als auch eine Wursthülle, während gederem nur ein anatomischer Begriff ist.
Im östlichen Jiddisch hat diese Speise nur den Singular kischke, während der Körperteil Darm im Plural kischkes steht.
Um den anatomischen Begriff Kischkes ranken sich viele Sprichwörter und Redewendungen, er hat nicht nur die wörtliche Bedeutung von „Eingeweide“, sondern auch die bildliche Bedeutung einer tiefen Emotion: Wenn man also etwas „in di kischkes“ weiß, hat man ein „Bauchgefühl“. Kishke-gelt (Kischke-Geld) bezieht sich auf Mittel, die man dadurch erhält, dass man auf Essen verzichtet, um Geld zu sparen, oder bezeichnet Selbstaufopferung, beides im Bauch spürbar.

## Rezeption
Für den polnisch-amerikanischen „Clownprinz der Polka“, Texter und Musiker Walt Solek (1910–2005), war diese Wurst Inspiration für sein Lied „Who Stole the Keeshka?“ in den 1950er Jahren.